# 長崎医学校
長崎医学校（ながさきいがっこう）は、明治初期、長崎に設立された官立ないし公立（長崎県立）の医学校（医学教育機関）。

## 概要
1857年（安政4年）に長崎に渡来したオランダ海軍医ポンペの塾をもとに作られた長崎養生所内に設置された「医学所」（のち「精得館」）の後身機関である。最初は長崎府（長崎県の前身）ついで長崎県の管轄であったが、文部省に移管されて官立学校となり、1874年にいったん廃止されたが2年後に私立学校として復活、1877年県立「長崎医学校」に改編された。1887年に地方税による校費支弁が禁止されたため存続の危機に立ったが、第五高等中学校（のち第五高等学校）に統合され、同校の「医学部」となった。これが後に独立し長崎医科大学へと発展したため、長崎医学校は旧制長崎医科大学ならびにその後身である長崎大学医学部からその源流として位置づけられている。

## 沿革
以下、年月日はいずれも太陽暦。長崎養生所#沿革も参照のこと。

### 官立医学校時代
旧幕府の医学校・病院であった長崎精得館は新政府に接収され、ここを視察した長崎府（長崎県の前身）判事・井上聞多の献策により、1868年（明治元年）11月、長与専斎を初代頭取（校長）とする長崎府医学校・病院に改編された。長崎県医学校（長崎県発足にともない長崎府医学校より改称）は、1871年県から文部省への移管で長崎医学校、学制発布により第六大学区（のち第五大学区）医学校、ついで長崎医学校と改称を重ねたが、1874年10月12日、台湾出兵により病院設備のみが「蕃地事務局病院」と改編され医学校は廃止された。

### 長崎病院「医学場」時代
1875年4月、蕃地事務局病院は県に移管され長崎病院と改称されたが医学校の復活はならず、1876年6月、長崎病院内に吉田健康院長が場長を兼任する私立の医学場が設置・開場された。同じ年の8月12日、ヨハン・エイクマンが監督を務める官立の長崎司薬場が病院内に設立され、薬品や食品の検定とともに医学生教育を行った。
司薬場は1881年7月廃止されたが、長大薬学部の源流とされている。

### 県立医学校時代
1877年12月、長崎病院医学場は県に移管され県立長崎医学校が設立、ついで1883年5月には医学校通則に準拠し長崎県立甲種医学校と改称した。しかし1887年、勅令により地方税による医学校運営費の支弁が打ち切られることになり、この結果、財政難による医学校の廃止は決定的になった。しかし同年8月8日、熊本の第五高等中学校が長崎に「医学部」を設置することになり、廃止決定となった長崎医学校の施設・校舎がそのまま同校「医学部」に移行、医学校長であった吉田健康もそのまま「医学部」長に就任、1888年3月末で長崎県立甲種医学校は廃止された（これ以降、長崎医科大学設立までの沿革については長崎医科大学 (旧制)へ）。

### 年表
- 1868年11月30日（明治元年10月17日）：精得館を長崎府医学校・病院と改称。
- 1869年8月15日：長崎県医学校・病院と改称。
- 1871年：文部省移管、長崎医学校と改称。
- 1872年8月20日：第六大学区医学校と改称。
- 1873年4月10日：第五大学区医学校と改称。
- 1874年1月：長崎医学校と改称。
- 1874年10月12日：台湾出兵により医学校廃止。
- 1874年11月1日：病院設備のみが移管され「蕃地事務局病院」として開設。
- 1875年4月：蕃地事務局病院は県に移管され長崎病院と改称。
- 1876年6月9日：長崎病院内に医学場を設置（6月12日開場）。
- 1876年8月12日：長崎司薬場設立。
- 1877年12月10日：長崎病院医学場を改称し県立長崎医学校設立。
- 1883年5月27日：長崎県立甲種医学校と改称。
- 1887年8月8日：第五高等中学校医学部を長崎に設置。
- 1888年3月31日：長崎県立甲種医学校廃止。

## 歴代校長
在任年月日はいずれも太陽暦。
長崎府医学校頭取医師・長崎県医学校長
- 長与専斎（1868年11月30日 - 1871年）

（官立）長崎医学校長
- 坂井直常（1872年1月14日 - 1874年9月20日）

1872年8月20日まで長崎医学校長
1872年9月20日 - 1873年4月10日：第六大学区医学校長
1873年4月10日 - 1874年5月：第五大学区医学校長
1874年5月 - ：長崎医学校長
- 長谷川泰（1874年8月27日 - 10月12日）

長崎病院医学場長・（県立）長崎医学校長
- 吉田健康（1876年6月13日 - 1888年3月31日）

長崎病院長と兼任。1877年3月24日まで長崎病院医学場長。
1877年3月24日 - 6月29日：休職により場長代理・国富仙太郎。
1877年12月10日 - 1882年5月27日：長崎医学校長。
1882年5月27日：長崎甲種医学校長。

## 校地の変遷と継承
長崎医学校の前身たる長崎精得館から、小島郷字稲荷岳の校地（小島校地）をそのまま継承した。この校地は第五高等中学校時代まで存続し、1892年9月、浦上校地（現在の長崎大学坂本町（医学部）キャンパス）に移転した。この際、小島校地はしばらく分教場として使用された。その後、浦上校地のいわゆる「グビロが丘」には医学校当時の木造2階建校舎が小島校地から移築されたが、1930年7月の台風で倒壊、その後再建されたものの1945年8月9日の原爆投下により壊滅した。

## 関連文献
単行書
- 長崎大学医学部 『長崎医学百年史』1961年

事典項目
- 時野谷勝 「長崎医学校」 『日本近現代史辞典』 東洋経済新報社、1979年
- 中西啓 「長崎府医学校」 『長崎県大百科事典』 長崎新聞社、1984年
- 長岡達 「長崎司薬場」 同上
- 上沼八郎 「長崎医学校」 『国史大辞典』第10巻、吉川弘文館、1989年
- 深瀬泰旦 「長崎医学校」 『日本歴史大事典』第3巻、小学館、2001年